# 查塔姆 (伊利諾伊州)
查塔姆（英語：Chatham）是位於美國伊利諾伊州桑加蒙縣的一個村落。

## 地理
查塔姆的座標為39°40′22″N 89°41′54″W / 39.67278°N 89.69833°W，而該地最高點為海拔高度184米（即604英尺）。

## 人口
根據2010年美國人口普查的數據，查塔姆的面積為18.10平方千米，當中陸地面積為18.10平方千米，而水域面積為0.00平方千米。當地共有人口11500人，而人口密度為每平方千米635人。